# João Tavares de Almeida, governador da Índia

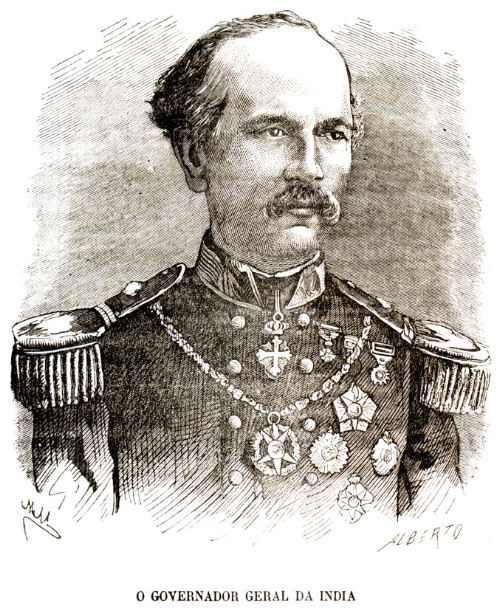
João Tavares de Almeida, em gravura de 1875.

João Tavares de Almeida (Montevidéu, 23 de outubro de 1816 - Pangim, 24 de julho de 1877) foi um militar português, que serviu como Governador-Geral de Moçambique e como 97.º Governador da Índia Portuguesa. Frequentou o Colégio Militar. Faleceu no exercícios das funções, em Goa.